# Esau Tjiuoro
Esau Tjiuoro (sinh ngày 26 tháng 5 năm 1982 ở Okakarara, Otjozondjupa Region) là một thủ môn bóng đá người Namibia cùng với F.C. Civics Windhoek và Đội tuyển bóng đá quốc gia Namibia.

## Sự nghiệp
Tjiuoro từng thi đấu ở Giải bóng đá ngoại hạng Namibia kể từ năm 2000. Trước khi gia nhập Civics, anh thi đấu cho Ramblers F.C..